# 卡哈班巴省
卡哈班巴省（西班牙語：Provincia de Cajabamba）是秘魯的省份，位於該國北部卡哈馬卡大區，首府是卡哈班巴，始建於1855年2月11日，海拔高度2,654米，面積1,807平方公里，2007年人口74,287，人口密度每平方公里41.1人。
7°37′25″S 78°02′52″W / 7.623743°S 78.047896°W